# Feldwebel-/Unteroffizieranwärterbataillon

Verbandsabzeichen der den FA/UA-Btl übergeordneten Unteroffizierschule des Heeres

Die Feldwebelanwärter-/Unteroffizieranwärterbataillone (FA/UA-Btl) der Bundeswehr in Sondershausen (FA/UA-Btl 1), Celle (FA/UA-Btl 2) und Altenstadt (FA/UA-Btl 3) waren drei Ausbildungsverbände für Unteroffizier- und Feldwebelanwärter des Heeres. Seit Januar 2014 erfolgt die Grundlagenausbildung des Unteroffizier- und Feldwebelnachwuchses des Heeres weitestgehend bei diesen drei Bataillonen. Die drei Bataillone wurden im Zeitraum 2022 bis 2024, nach einer erneuten Umstellung der Ausbildung im Heer, wieder aufgelöst.
Eine Ausnahme bildet die Fallschirmjägertruppe, die ihren Nachwuchs im Rahmen des Kommandofeldwebelanwärterprogramms weiterhin in der SpezialAusbildungskompanie 209 in Pfullendorf ausbildet. Gewissermaßen ebenfalls eine Ausnahme ist die Feldjägertruppe, die zwar nicht dem Heer, sondern der Streitkräftebasis angehört, der aber mitunter Heeresuniformträger unterstehen. Diese werden an der Schule für Feldjäger und Stabsdienst der Bundeswehr in Hannover ausgebildet.
Die Aufstellung der Bataillone erfolgte ab dem 1. Juli 2013. Ihre Indienststellung (mit Verleihung der Truppenfahnen) erfolgte im Dezember 2013. 

## Gliederung/Unterstellung
Die Feldwebelanwärter-/Unteroffizieranwärterbataillone gehören zum Organisationsbereich des Ausbildungskommando Heer und waren bei ihrer Aufstellung einer der Schulen des Heeres bzw. einem der Zentren des Heeres angegliedert. 
Im Einzelnen unterstanden:
- Das FA/UA-Btl 1 dem Ausbildungszentrum Munster, Ausbildungsbereich Streitkräftegemeinsame Taktische Feuerunterstützung/Indirektes Feuer (AusbBer STF/IndirF).
- Das FA/UA-Btl 2 dem Ausbildungszentrum Munster, Ausbildungsbereich Heeresaufklärungstruppe (AusbZ MUNSTER, AusbBer HAufklTr).
- Das FA/UA-Btl 3 dem Ausbildungszentrum Pioniere (AusbZPi)

Seit dem 1. Juli 2016 sind die FA/UA-Btl der Unteroffizierschule des Heeres direkt unterstellt.
Bei der Gliederung der Bataillone, die sich von der üblichen Gliederung der Bataillone im Heer unterscheidet, orientierte man sich an den Offizieranwärterbataillonen (OA-Btl), die im Rahmen der Umstrukturierung der Offizierausbildung im Jahr 2006 aufgestellt wurden. An der Spitze der FA/UA-Btl steht die Bataillonsführungsgruppe. Diese besteht aus dem Bataillonskommandeur im Dienstgrad Oberstleutnant sowie den Abteilungen S 1 (Personal), S 2 (Militärisches Nachrichtenwesen), S 3 (Planung/Organisation/Ausbildung) sowie S 4 (Logistik).
Dem Kommandeur unterstehen zwei Kompanien. Jede der Kompanien wird durch einen Kompaniechef im Dienstgrad Major geführt, dem eine Kompanieführungsgruppe sowie jeweils bis zu fünf Züge unterstehen.
Im Gegensatz zu herkömmlichen Kompanien im Heer, bei denen nur der erste von zwei bzw. drei Zügen oder die ersten beiden von vier Zügen von einem Offizier geführt werden, sind in den FA/UA-Btl alle Zugführer Offiziere, meist im Dienstgrad Oberleutnant. Den ersten Zug führt in der Regel ein Hauptmann, der gleichzeitig stellvertretender Kompaniechef ist. 
Weiter unterstehen den Kompanien Stationsfeldwebel im Dienstgrad Hauptfeldwebel, die mitunter den einzelnen Zügen zugeordnet werden und dort als stellvertretende Zugführer fungieren. Jedem Zugführer unterstehen außerdem vier Gruppen, die von Unteroffizieren mit Feldwebeldienstgrad geführt werden sowie jeweils ein Zugsoldat mit Mannschaftsdienstgrad.
Beginnend mit der Auflösung des FA/UA-Btl 1 und 2 im September 2022 wird die Ausbildung der Unteroffiziere und Feldwebel des Heeres neu gestaltet.

## Uniform und Abzeichen
Alle Soldaten der FA/UA-Btl tragen Uniform des Heeres gemäß der Allgemeinen Regelung (AR) A1-2630/0-9804. 
In den ersten sechs Monaten ihrer Ausbildungszeit bzw. bis zum erfolgreichen Abschluss der Ausbildung im FA-/UA-Btl tragen die Feldwebel- und Unteroffizieranwärter das marineblaue Barett mit dem Barettabzeichen ihrer Truppengattung. Angehörige der Gebirgsjägertruppe tragen in diesem Zusammenhang vorübergehend das marineblaue Barett mit dem Barettabzeichen der Jägertruppe. Im Anschluss erhalten die Feldwebel- und Unteroffizieranwärter das Barett bzw. die Bergmütze ihrer jeweiligen Truppengattung. 
Die Stammsoldaten tragen ebenfalls das marineblaue Barett mit dem Abzeichen ihrer originären Truppengattung. 
Am Dienstanzug tragen die Soldaten der FA/UA-Btl das Verbandsabzeichen der Unteroffizierschule des Heeres. Es zeigt zwei gekreuzte Schwerter und ein weißes "S" auf rotem Grund mit weißer Einfassung.
Die internen Verbandsabzeichen der Bataillone werden in Form eines Brustanhängers an der rechten Brusttasche des Dienstanzugs oder als Aufnäher bzw. mit Klett am rechten Oberarm des Feldanzugs getragen:
- Feldwebel-/Unteroffizieranwärterbataillon 1, (aufgelöst am 22. September 2022)
- Feldwebel-/Unteroffizieranwärterbataillon 2, (aufgelöst am 22. September 2022)[5]
- Feldwebel-/Unteroffizieranwärterbataillon 3, (aufgelöst am 31. März 2024)[6]